# Josep Maria Bayarri i Hurtado

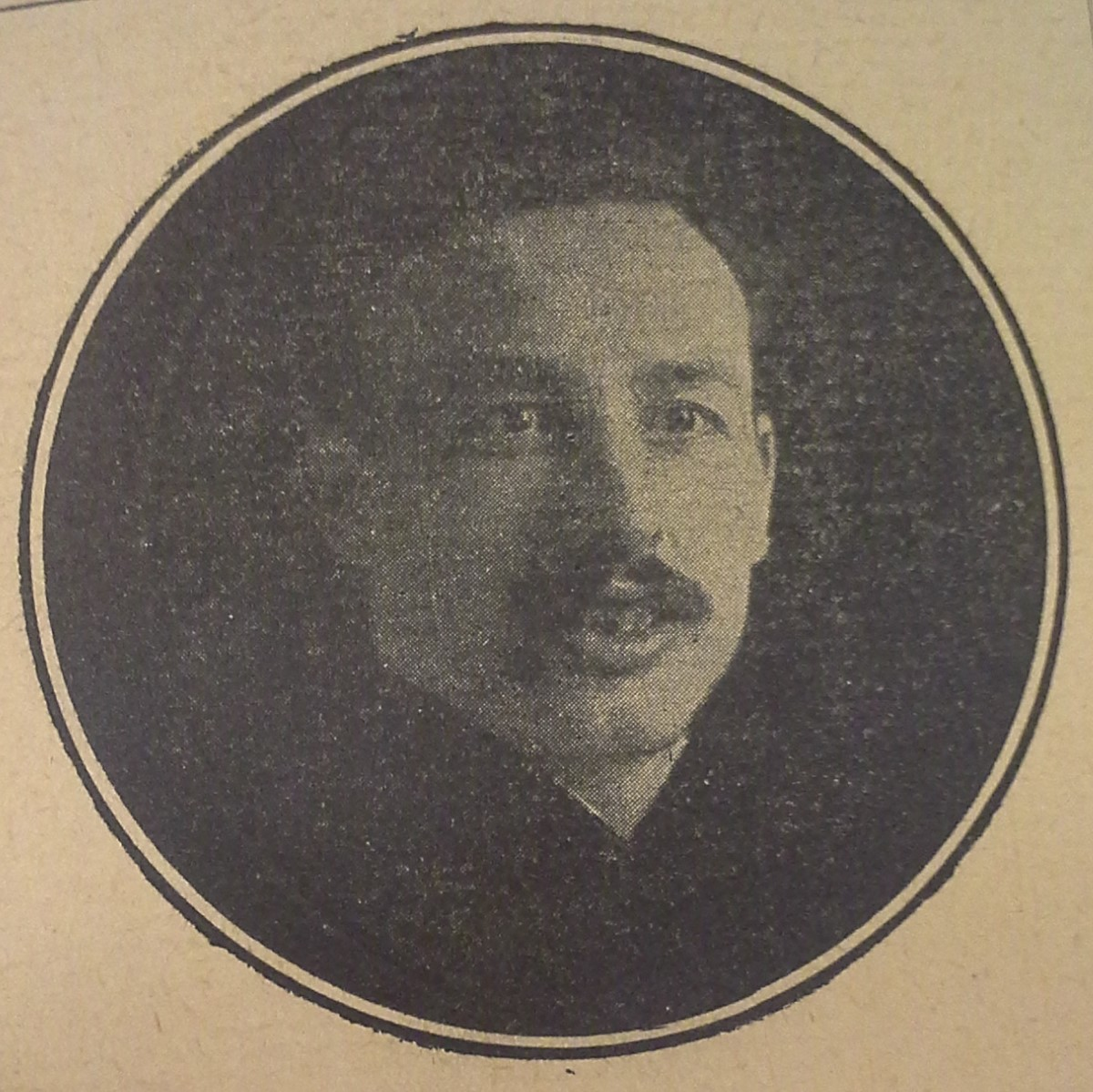
Josep Maria Bayarri, en la seua joventut

Josep Maria Bayarri i Hurtado (València, 1886-1970) fou un escriptor, escultor i poeta valencià. Va nàixer el 5 de novembre de 1886 a la ciutat de València i hi va morir el 1970.
Va escriure diversos pamflets polítics, entre ells Els cavallers de Vinatea (1928) i El perill català (1931), on ataca al valencianisme polític procatalanista.
Va estudiar en l'Escola de Belles Arts de Sant Carles. Durant tota a seua vida compaginà un doble vessant artístic, inclinat alhora per la poesia i per l'escultura. Després de la Guerra Civil espanyola, ajudà a restaurar i rehabilitar moltes imatges de Crist destruïdes durant el conflicte bèl·lic.

## Tasca literària
Començà escrivint en castellà els seus primers versos. Durant els primers anys de la seua dedicació literària va llegir alguns poemes de tema social i obrer, acords amb la seua ideologia. Més tard fundà el setmanari Foc i flama, que també va dirigir. Des d'aquesta revista participà en l'organització de la "Festa dels poetes valencians a la Patrona" i de la "Festa de la quintilla valenciana", aquesta darrera celebrada en el paranimf de la Universitat de València.
Com a poeta, guanyà l'accèssit a la Flor Natural i la Viola d'Or en els Jocs Florals de 1913. També va ser l'iniciador de l'Agrupació Pro Poesia Valenciana, des de la qual va encetar el 1915 la publicació d'una col·lecció anomenada "Poetes valencians contemporanis", en la qual participaren diversos poetes de la seva generació com Josep Aguirre i Matiol, Josep Maria Puig i Torralva, Francesc Badenes i Dalmau o Lluís Cebrian i Mezquita. Precisament dins d'aquesta col·lecció literària publicà els seus llibres "Precs de pau" i "Llaus lírics", els dos trets a la llum el 1915.
Cal destacar, per acabar, la seua participació en la fundació de les revistes de poesia El Vers Valencià (1934) i Ribalta (1939).

## Tasca filològica
En diverses etapes de la seva vida literària va proposar unes normes ortogràfiques per al valencià basades en la fonètica apitxada del valencià central, que no es van popularitzar.

## Obres
- Precs de pau (1915)
- Llaus lírics (1915)
- Roger de Flor (1925)
- Foc i flama (1928)
- Els cavallers de Vinatea (1928)
- El perill catalá (1931).
- Apolitisasió dels valensians
- Romanser de Lourdes
- Escarotanereides (1954)
- Monoleqs i dialeqs
- Alfavetisasió dels valensians (1966)
- Bayarri autovïográfiq (1966)
- Versos Profans. En omenatxe a Ruven Dario en son Sentenari Natal 1867-1967 (1967)
- Istoria de la Esqultura Valensiana (1969)
- La qinteta epdomadaria (1970)